# عمارت‌لو علیا
عمارت‌لو علیا نام روستایی در دهستان ارشق غربی از بخش مرادلو ، شهرستان مشگین‌شهر استان اردبیل ایران واقع شده‌است. عمارت لو علیا ۳۶ نفر جمعیت دارد.